# Kill Screen

Kill Screen logo

Kill Screen est un magazine et un site web anglophone créé en 2009 par Jamin Warren et Chris Dahlen. Il se spécialise dans l'actualité du jeu vidéo et plus largement sur la culture.

## Historique
Le média a bénéficié de deux campagnes réussies sur Kickstarter. La première a eu lieu en 2009 et a permis de récolter 5 949 $ auprès de 160 contributeurs pour 3 500 demandés. La seconde est intervenue en 2015 et a permis de récolter 77 471 $ auprès de 1 399 contributeurs pour 68 000 demandés.